# Luka Ivanušec
Luka Ivanušec (Varaždin, 26. studenog 1998.) hrvatski je nogometaš koji nastupa za PAOK kao vezni igrač i krilo.

## Klupska karijera
Za Lokomotivu je debitirao 20. prosinca 2015. godine u pobjedi protiv Slaven Belupa. Svoj prvi pogodak za zagrebačku Lokomotivu postigao je 3. prosinca 2016. godine protiv Cibalije. Za Lokomotivu je odigrao 78 utakmica i postigao 9 golova. Za Dinamo Zagreb je potpisao 19. kolovoza 2019. godine i zadužio opremu s brojem 17. Za Dinamo je debitirao 31. kolovoza 2019. godine na derbiju protiv splitskog Hajduka. Svoj prvi ligaški pogodak za zagrebački klub postigao je na utakmici protiv Rijeke.

## Reprezentativna karijera
Za hrvatsku nogometnu reprezentaciju debitirao je 11. siječnja 2017. godine na China Cupu, na kojem je Hrvatska nastupila s gotovo svim igračima iz hrvatske lige. Prvi pogodak za reprezentaciju postigao je na istom natjecanju u porazu protiv Kine na utakmici za treće mjesto. Hrvatski izbornik Zlatko Dalić objavio je popis igrača za Europsko prvenstvo 2020. godine, na kojem se nalazio Ivanušec. Na prvenstvu je upisao dva nastupa u skupini i jedan nastup u osmini finala protiv Španjolske.

### Pogodci za hrvatsku nogometnu reprezentaciju
| Broj | Datum              | Mjesto                               | Protivnik | Pogodak | Konačan ishod | Natjecanje                  |
| ---- | ------------------ | ------------------------------------ | --------- | ------- | ------------- | --------------------------- |
| 1.   | 14. siječnja 2017. | Guangxi Sports Center, Nanning, Kina | Kina      | 0:1     | 1:1           | China Cup 2017.             |
| 2.   | 8. rujna 2023.     | Stadion Rujevica, Rijeka, Hrvatska   | Latvija   | 2:0     | 5:0           | Kvalifikacije za EURO 2024. |

## Priznanja

### Klupska
Dinamo Zagreb
- 1. HNL/HNL (5): 2019./20., 2020./21., 2021./22., 2022./23., 2023./24.
- Hrvatski nogometni kup (1): 2020./21.
- Hrvatski nogometni superkup (2): 2022., 2023.

### Reprezentativna
Hrvatska
- UEFA Liga nacija (2. mjesto): 2022./23.

## Vanjske poveznice
- Profil, Dinamo Zagreb
- Profil, Hrvatski nogometni savez
- Profil, Soccerway (engl.)
- Profil, Transfermarkt (engl.)